# Asociación Francesa de Información Científica
La Asociación Francesa de Información Científica (AFIS) (en francés, Association française pour l’information scientifique), es una asociación sin ánimo de lucro, fundada en 1968. Ella publica la revista Science et pseudo-sciences.

## Fundación
Procedente de la corriente racionalista francesa, esta asociación tiene como objetivo “promover la ciencia” y “advertir contra las pseudociencias”. Fundada con el nombre de Agencia Francesa de Información Científica por Michel Rouzé, ella cambió en 1978 el nombre de “Agencia” a “Asociación”. Ella beneficia del patrocinio científico de numerosos profesores y directores de investigación.

## Dirección
Después de Michel Rouzé, la presidencia de AFIS estuvo asegurada por: 
- Jean-Claude Pecker (1999-2001),
- Jean Bricmont (2001-2006),
- Michel Naud (2006-2012),
- Louis-Marie Houdebine (2012-2014),
- Anne Perrin (2014-2018),
- Roger Lepeix (2018-2019),
- Jean-Paul Krivine (2019-2020),
- François-Marie Bréon desde 2020.

En 2018, AFIS compró la editorial de libros electrónicos Book-et-Book, fundada por Henri Broch, especializada en el campo de la zetetica (es decir, del escepticismo científico).

## Ciencia y pseudociencias
La revista Science et pseudo-sciences (Ciencia y pseudociencias) es publicada por AFIS trimestralmente.
Además de la lucha contra las falsas ciencias, su línea editorial se ocupa de cuestiones vinculadas a la responsabilidad social del científico, al secularismo, a la medicina, a la alimentación, a las biotecnologías, a la energía y al psicoanálisis.